# Siri
Os siris ou caranguejos nadadores classificam-se cientificamente como Crustacea ("carapaça dura") Decapoda ("dez patas") Brachyura ("cauda reduzida") da família dos portunídeos. A principal característica externa que os diferencia dos demais decápodes (ordem que reune os siris e os outros caranguejos) é a modificação de seu último par de apêndices locomotores (patas), que assumem a forma de nadadeiras. Assim os siris possuem uma capacidade maior de locomoção em ambientes aquáticos que seus "primos" caranguejos, que têm a vida limitada a substratos como areia, rochas, e outros.
Por este motivo, em alguns países, como nos Estados Unidos, os siris são chamados de swimming crabs ("caranguejos nadadores"). Outra característica externa que os diferenciam das demais espécies de crustáceos é o prolongamento longitudinal de sua carapaça, que tem em algumas espécies a forma de um espinho lateral bem pronunciado. Também sua carapaça é achatada, o que possibilita uma melhor hidrodinâmica e a exploração de tocas e afins.

## Etimologia
"Siri" veio do termo tupi si'ri, que significa "correr, deslizar, andar para trás", numa referência ao modo como o siri se locomove. 

## Distribuição
As espécies dessa família ocorrem em todo o mundo em ambientes marinhos e em estuários (zona de transição entre o mar e rios). A salinidade é um fator importante na distribuição desses organismos no ambiente.

## Reprodução
A massa de ovos contém aproximadamente 0,8 a 1,5 milhões de ovos.

## Incubação
Os ovos aderem ao corpo externamente, abaixo do abdome. A fêmea pode carregar aproximadamente 2 000 000 de ovos. O período de incubação pode ser de 16 a 17 dias ou de 10 a 15 dias a 25 - 28 °C.

## Larvas
Após um mínimo de 18 dias, o siri muda do final de estágio de zoea para megalopa. Em 7 a 8 dias, este chega ao primeiro estágio de siri em água de salinidade de 21 a 27 %. A duração do período larval é de 20 a 24 dias.

## Alimentação
Os siris são crustáceos considerados generalistas ou mesmo oportunistas, o que quer dizer que não possuem uma preferência por alimentos. Geralmente, incluem-se, em sua dieta, crustáceos de menor tamanho, moluscos e uma infinidade de outras espécies, geralmente mortas ou em estágio de decomposição.